# Mormia fratuelis
Mormia fratuelis és una espècie d'insecte dípter pertanyent a la família dels psicòdids.

## Descripció
- Mascle: vèrtex amb els costats arrodonits i pèls distribuïts uniformement per la superfície; ales d'1,42 mm de llargària, 0,45 d'amplada i amb les membranes sense un patró definitit; edeagus esvelt i amb els costats paral·lels; antenes d'0,92 mm de llargada.
- La femella no ha estat encara descrita.[3]

## Distribució geogràfica
Es troba a Indonèsia: és un endemisme de Papua Occidental (Nova Guinea).